# Ilha Wakenaam
Wakenaam é uma ilha de cerca de 45 km² na foz do rio Essequibo na Guiana. Uma das maiores ilhas (as outras são as ilhas Leguan e Hogg) do grupo das ilhas Essequibo, foi colonizada pelos holandeses no século XVIII; o nome Wakenaam em holandês significa "esperando por um nome" e contém antigos túmulos holandeses em vários locais da ilha. A ilha, como a maioria das outras ilhas do rio Essequibo na Guiana, é caracterizada por uma vegetação verde, céu azul e brisa fresca do Atlântico. Wakenaam tem várias aldeias, incluindo Maria's Pleasure, Good Success, Sans Souci, Melville, Belle Plaine, Sarah, Zeelandia, Friendship, Bank Hall, Meer Zorg, Caledonia, Free and Easy, Arthurville, Palmyra, Maria Johanna, Domburg, Fredericksburg, Noitgedacht, Rush Brook e Ridge.

## População
A ilha tinha população de aproximadamente 4.000 pessoas em 2016. A população da ilha é composta principalmente por pessoas de ascendência indígena e africana, com percentuais menores de descendentes de outras raças.

## Economia
A economia de Wakenaam é baseada na agricultura. Os agricultores cultivam arroz, coco e vários vegetais e raízes. Seus habitantes também criam gado tanto para leite quanto para carne e se dedicam à pesca, embora isso seja feito em pequena escala privada.

## Pessoas notáveis
- Ramnaresh Sarwan (1980), batedor de críquete das Índias Ocidentais.[2]

## Galeria

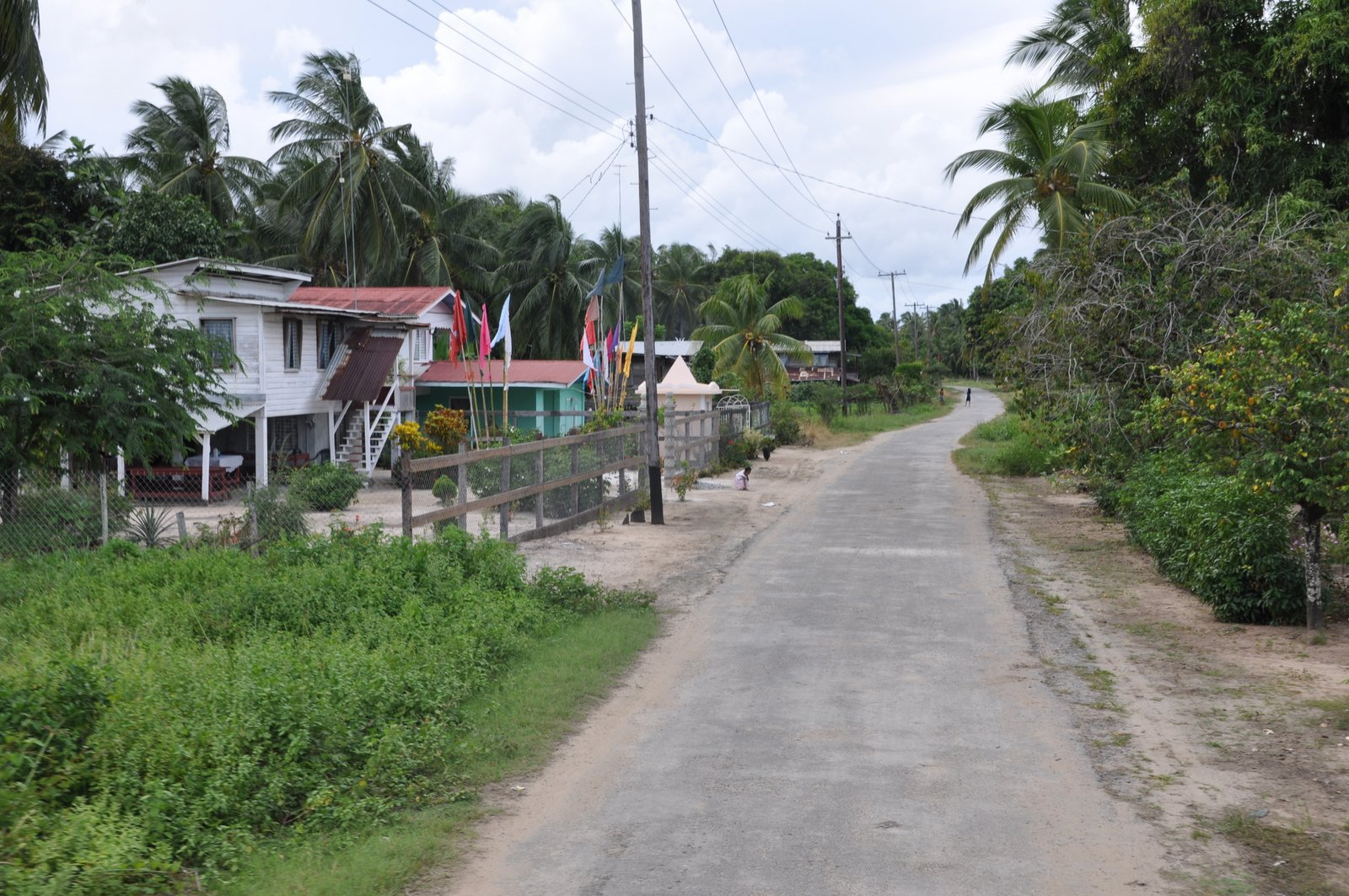
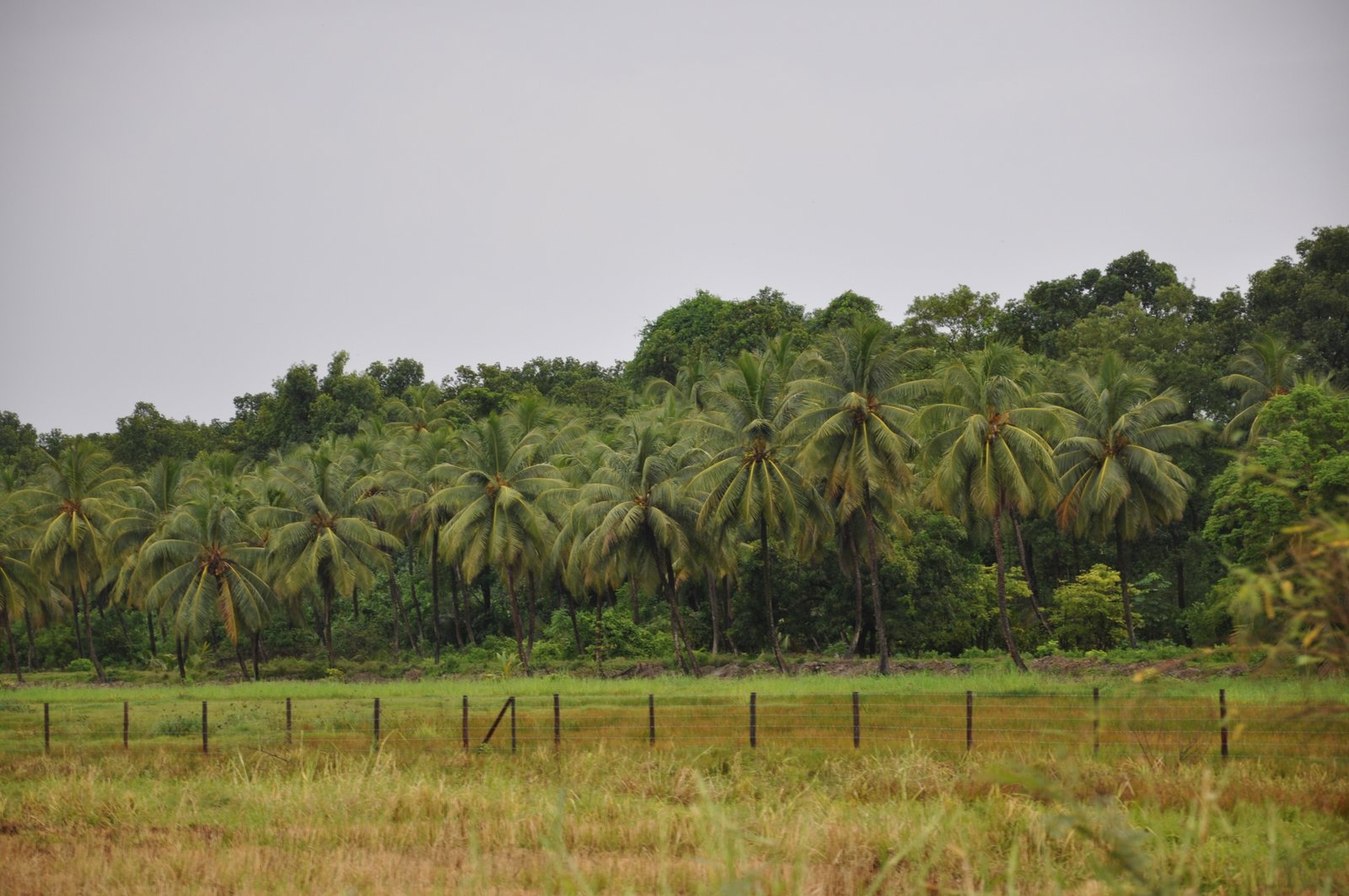
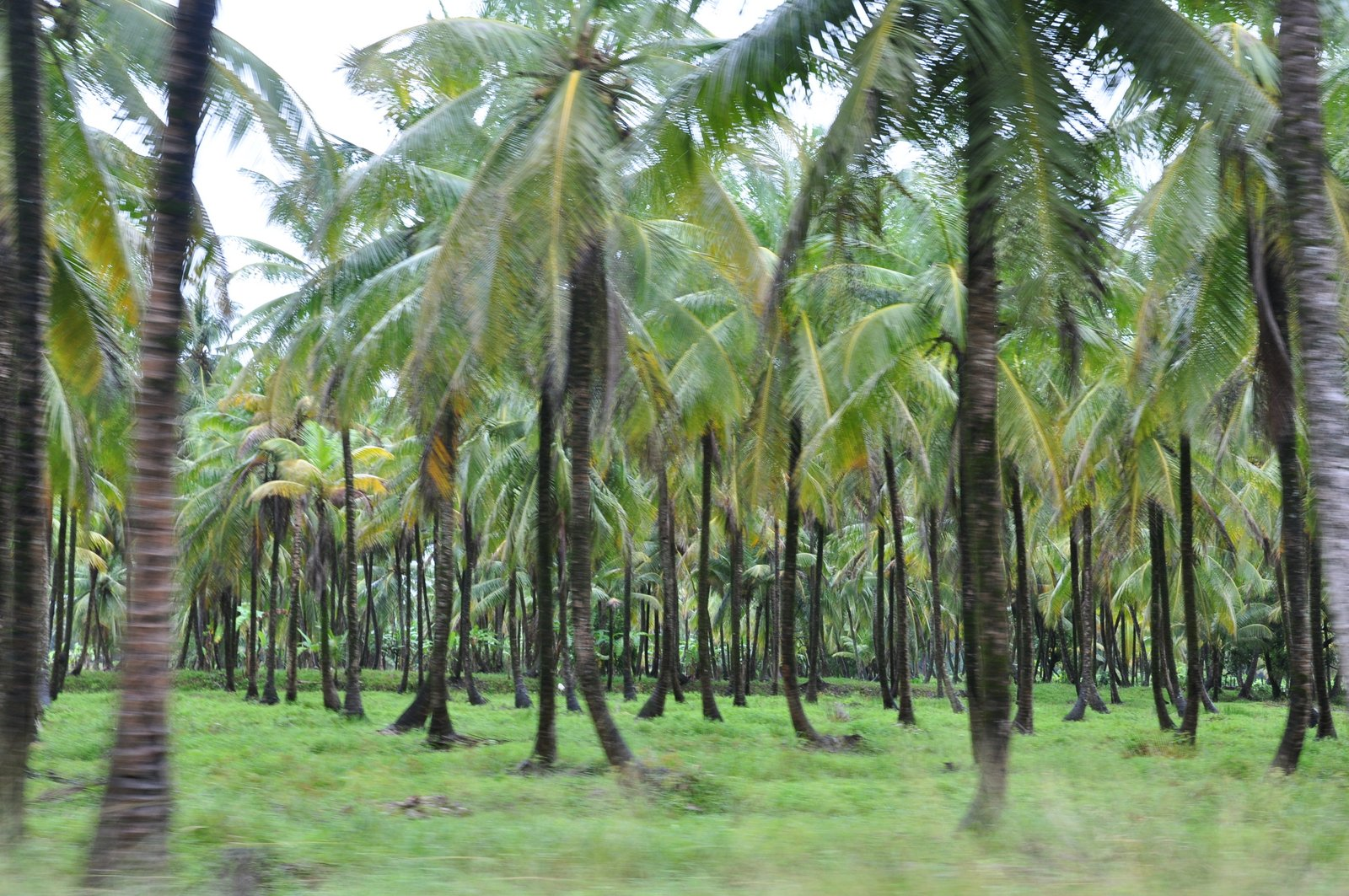
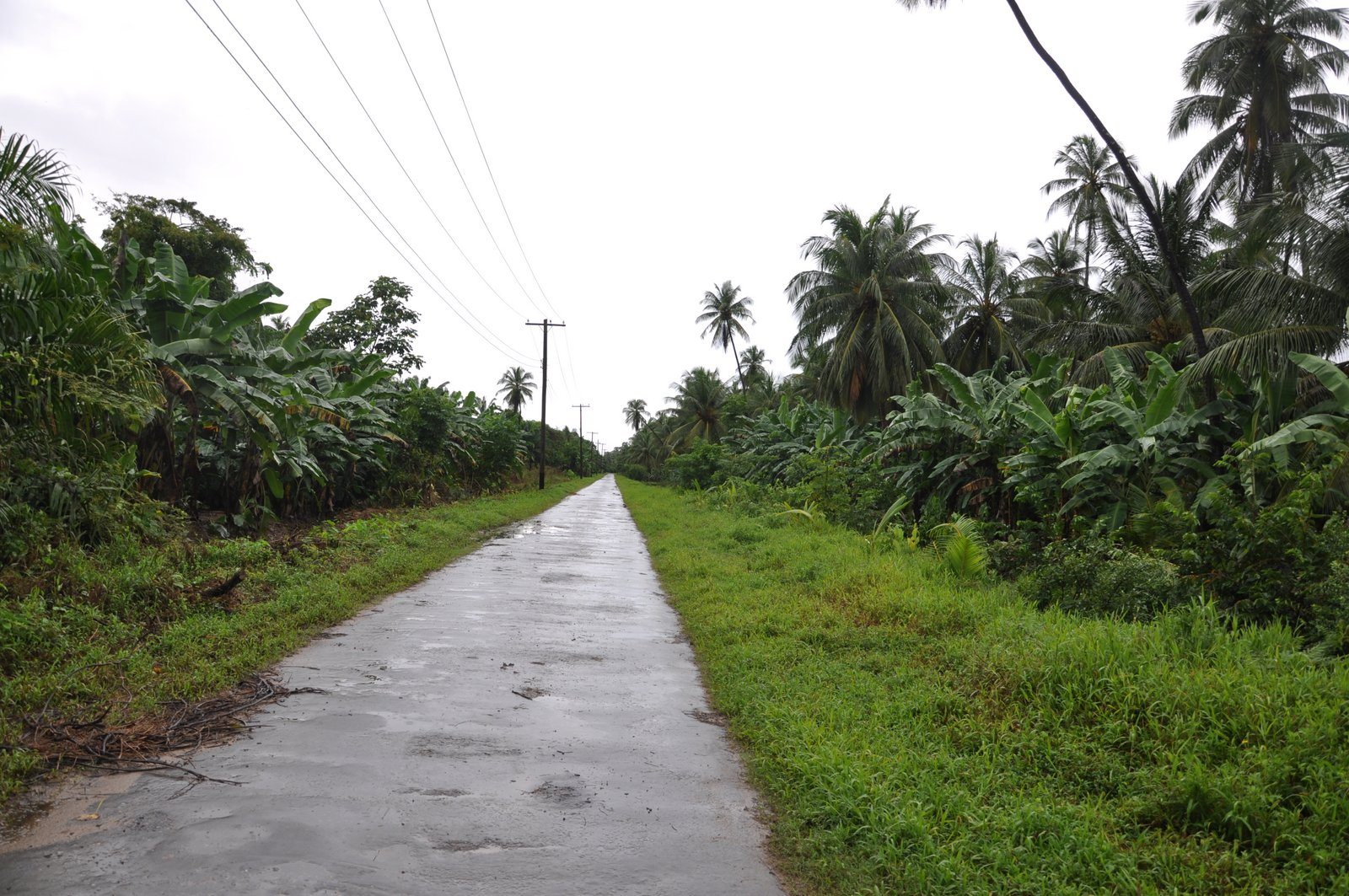
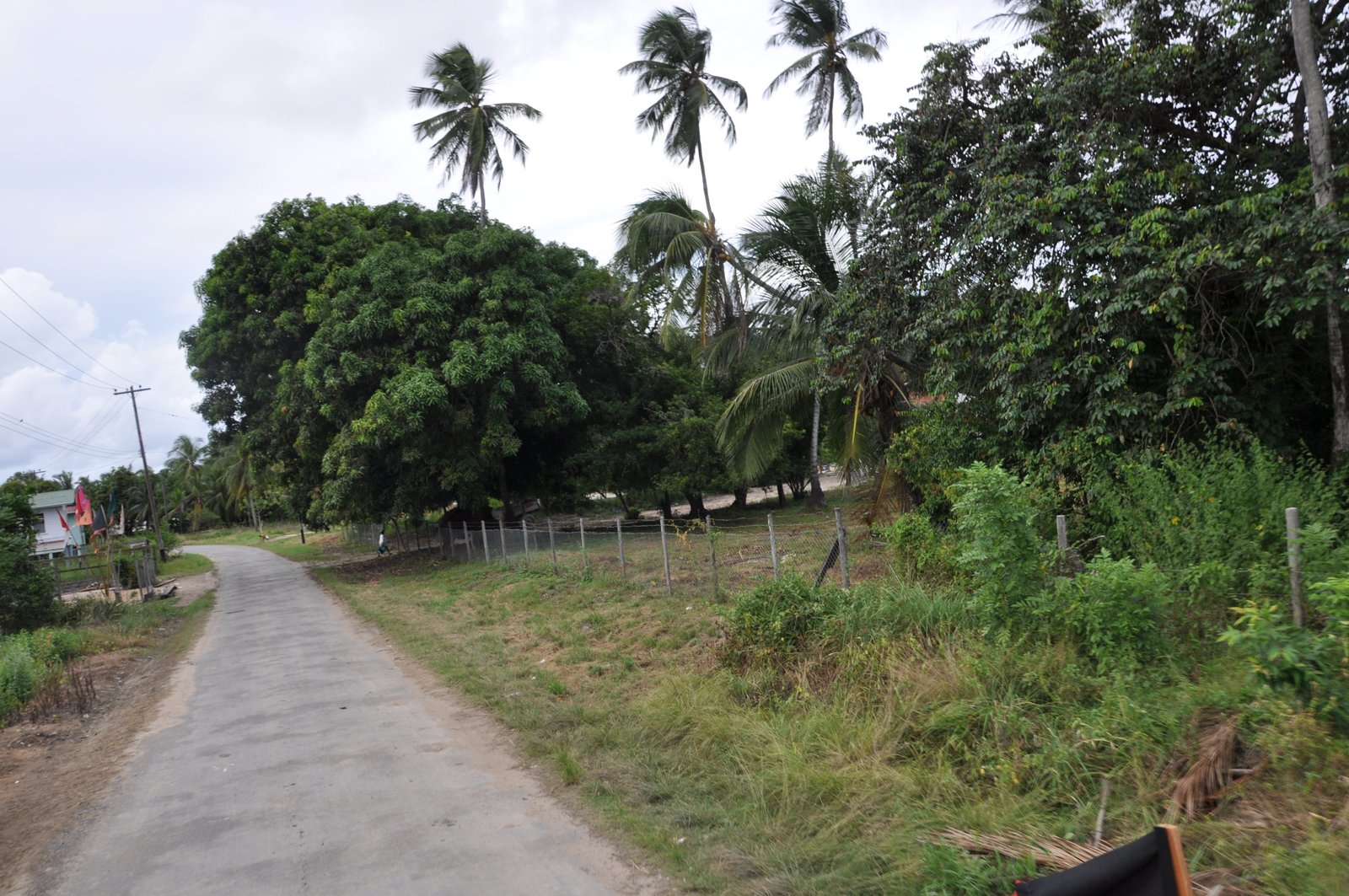